# Camp Buddy
Camp Buddy é um romance visual erótico com tema yaoi desenvolvido pela BLits e criado por Mikkoukun. O jogo foi lançado oficialmente em 11 de novembro de 2018.

## Jogabilidade
Os jogadores interpretam Keitaro Nagame, um garoto de 19 anos, que aproveita as férias de verão em um acampamento de escoteiros. Ao longo de sua permanência no acampamento, Keitaro desenvolve sentimentos por diferentes personagens, que variam de acordo com a rota escolhida pelo jogador. Por sua vez, o Keitaro deve garantir que o clima entre os campistas melhore para que o acampamento não seja fechado.

## Lançamento
Inicialmente, o jogo deveria ter sido lançado em 2017. No entanto, foi adiado devido à popularidade da campanha via Patreon. Graças a isso, novos recursos de jogo foram adicionados, além de uma nova rota de romance.